# Будухи
Буду́хи (будузьці, власна назва будад, азерб. Buduqlular) — невелика етнічна група, що живе в декількох селищах Губинського (азерб. Quba rayonu) і Хачмазького (азерб. Xaçmaz rayonu) районів Азербайджану. Належать до числа шахдазьких народів.
Головне селище — Будуг (азерб. Buduq), від якого вони й отримали свою назву, розташоване у високогірному районі на схилах Великого Кавказу, за 64 км від міста Губа (азерб. Quba). Адміністративно належить до Губинського району.
Говорять будуською мовою, яка належить до лезгинської групи нахсько-дагестанських мов. Крім своєї рідної мови, майже всі будухи добре володіють ще й азербайджанською. Нею вони користуються у спілкуванні між собою і з сусіднім населенням. Писемність і література у будухів також азербайджанською мовою.
Віруючі будухи сповідують іслам сунітського напрямку.
Територія розселення будухів належить до числа найвисокогірніших і важкодоступних на Кавказі, а місцевий клімат – до альпійської зони. Головне багатство району – чудові гірські пасовища і сіножаті, що служать базою для тваринництва, яке з давніх часів було й лишається основним заняттям будухів. Розводять переважно овець лезгинської породи, а також корів і коней. Використовується відгінна система випасу худоби. Влітку випасають овець на гірських пасовищах поблизу свого селища, а восени переганяють їх в низинні райони Азербайджану. Разом із худобою залишає гори й значна частина дорослого населення.
Старий гірський аул Будуг розташований терасами на схилі гори. Складається він із шести кварталів, збудований із сирцевої цегли. Будинки з фасадного боку мають два поверхи, з боку гори — один. Вони тісно стоять один до одного, так що лишаються тільки вузькі проходи, якими часто не може пройти навіть в'ючна тварина. Дах в усіх будинках плоский, земляний. Другий поверх житловий, тут розташовані 2—3 кімнати, вікна в яких виходять на фасад. На другий поверх ведуть зовнішні сходи. Перший поверх відводять під господарські приміщення, тут же розташований хлів для худоби.
Чисельність будухів, взята із сімейних списків 1866 року, за даними М. Зейдлиця, становила 3 420 осіб. Перепис 1926 року зафіксував 2 тис. будухів, а в переписі 1959 року вони вже не значились. Надалі їх стали зараховувати до числа азербайджанців.